# Steve Hegg
Stephen Edward „Steve” Hegg (ur. 3 grudnia 1963 w Dana Point) – amerykański kolarz torowy i szosowy, dwukrotny medalista olimpijski.

## Kariera
Największe sukcesy w karierze Steve Hegg osiągnął w 1984 roku, kiedy zdobył dwa medale podczas igrzysk olimpijskich w Los Angeles. W indywidualnym wyścigu na dochodzenie okazał się najlepszy, bezpośrednio wyprzedzając Niemca Rolfa Gölza oraz swego rodaka Leonarda Nitza. Na tych samych igrzyskach reprezentacja USA w składzie: Dave Grylls, Steve Hegg, Pat McDonough i Leonard Nitz zdobyła srebrny medal w drużynowym wyścigu na dochodzenie. Trzy lata później wystartował na igrzyskach panamerykańskich w Indianapolis, gdzie wspólnie z kolegami z reprezentacji zwyciężył w drużynowej jeździe na czas. Hegg nigdy nie osiągnął żadnego dużego sukcesu poza granicami USA. Wielokrotnie zdobywał medale mistrzostw kraju, zarówno w kolarstwie torowym jak i szosowym, przy czym łącznie pięć razy zwyciężał. Nigdy nie zdobył medalu na szosowych ani torowych mistrzostwach świata.